# Ульяновское (Приазовский район)
Ульяновское (укр. Ульянівське) — село,
Розовский сельский совет,
Приазовский район,
Запорожская область,
Украина.
Население по данным 1988 года составляло 70 человек.
Село ликвидировано в 1994 году.

## Географическое положение
Село Ульяновское находилось у истоков реки Арабка,
на расстоянии в 3,5 км от села Тихий Гай и в 6-и км от села Арабка (Мелитопольский район).

## История
- 1994 — село ликвидировано[1].